# ناقل (وبائيات)

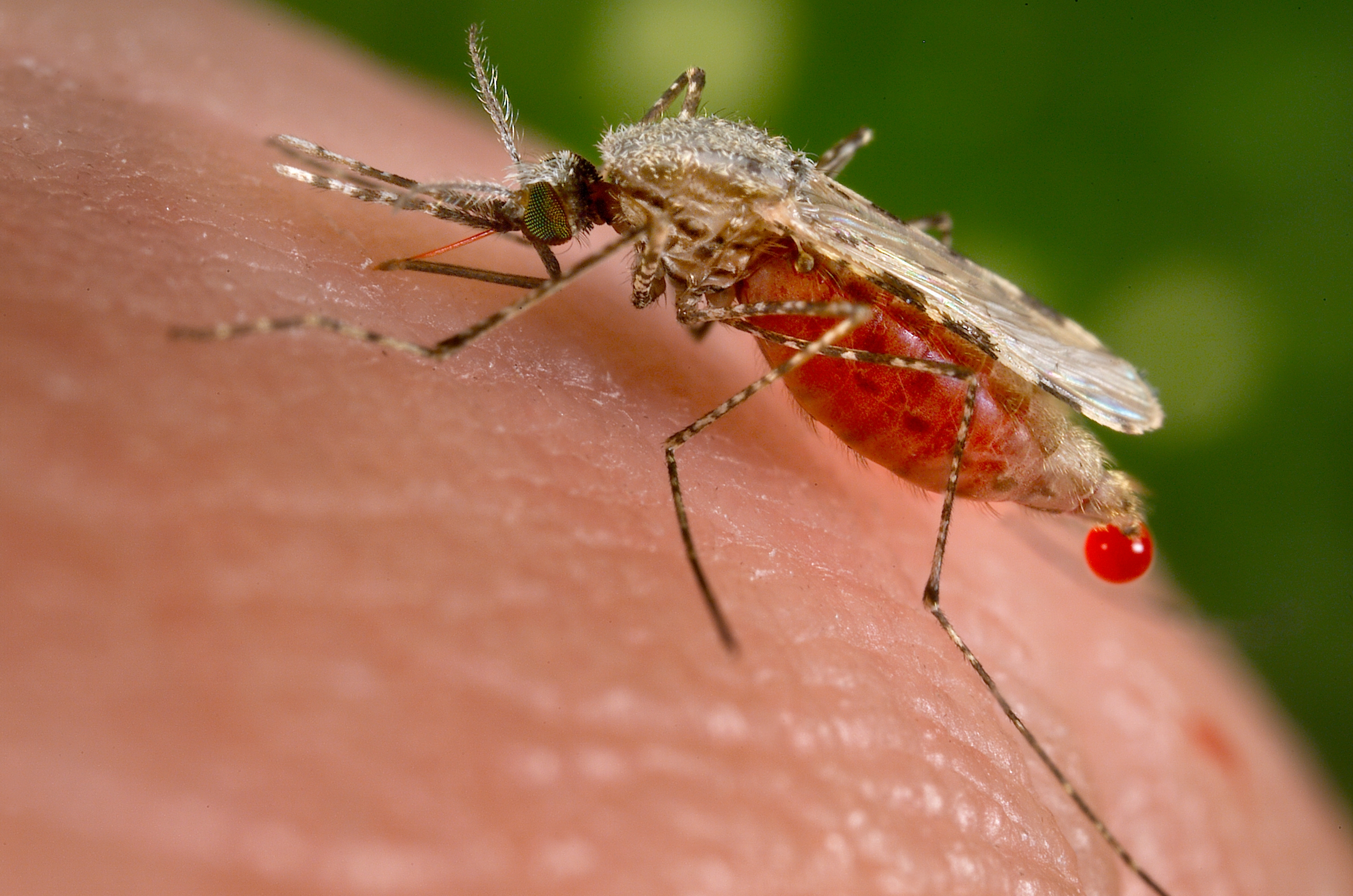

الناقل أو ناقل المرض (بالإنجليزية: vector)‏ هو كائن لا يسبب المرض بحد ذاته لكنه ضروري لنقل العامل الممرض من مضيف إلى آخر، كالبعوض في الملاريا أو الفواصد في داء الليشمانيات. وغالباً ما يُقصَد بهذا المصطلح أن العامل الممرض يجب أن يمضى جزء من دورة حياته في جسم الناقل.